# 普斯陶拜尔基
普斯陶拜尔基，是匈牙利诺格拉德州所辖的一个村。总面积6.85平方公里，总人口119，人口密度17.4人/平方公里（2011年1月1日）。